# Oberthal (Szwajcaria)
Oberthal – gmina (niem. Einwohnergemeinde) w Szwajcarii, w kantonie Berno, w regionie administracyjnym Bern-Mittelland, w okręgu Bern-Mittelland.

## Demografia
W Oberthalu mieszka 721 osób. W 2020 roku 1% populacji gminy stanowiły osoby urodzone poza Szwajcarią.